# رد هت لینوکس
رد هت لینوکس (به انگلیسی: Red Hat Linux) یک توزیع لینوکس بود که در سال ۱۹۹۴ بنیان گذاشته شد و آخرین نسخه آن ۳۱ مارس ۲۰۰۳ منتشر و توسعه آن در همین سال متوقف ولی تا ۳۰ آوریل ۲۰۰۴ توسط شرکت ردهت پشتیبانی می‌شد. پس از نسخه ۹ این شرکت اقدام به ارائهٔ دو توزیع متفاوت نمود. فدورا که توزیعی رایگان که هم‌اکنون تحت توسعه پروژه فدورا است و توسط شرکت ردهت پشتیبانی می‌شود و توزیع تجاری اما متن باز ردهت انترپرایز لینوکس (Red Hat Enterprise Linux)(به اختصار RHEL) که کاربران تنها با پرداخت هزینه اشتراک می‌توانند از پشتیبانی شرکت بهره‌مند شوند. شرکت های معروفی مانند IBM از این توزیع استفاده میکنند.